# Pyura spinifera
Espèce
Pyura spinifera est une espèce d'ascidies de la famille des Pyuridae.